# Rückl Crystal

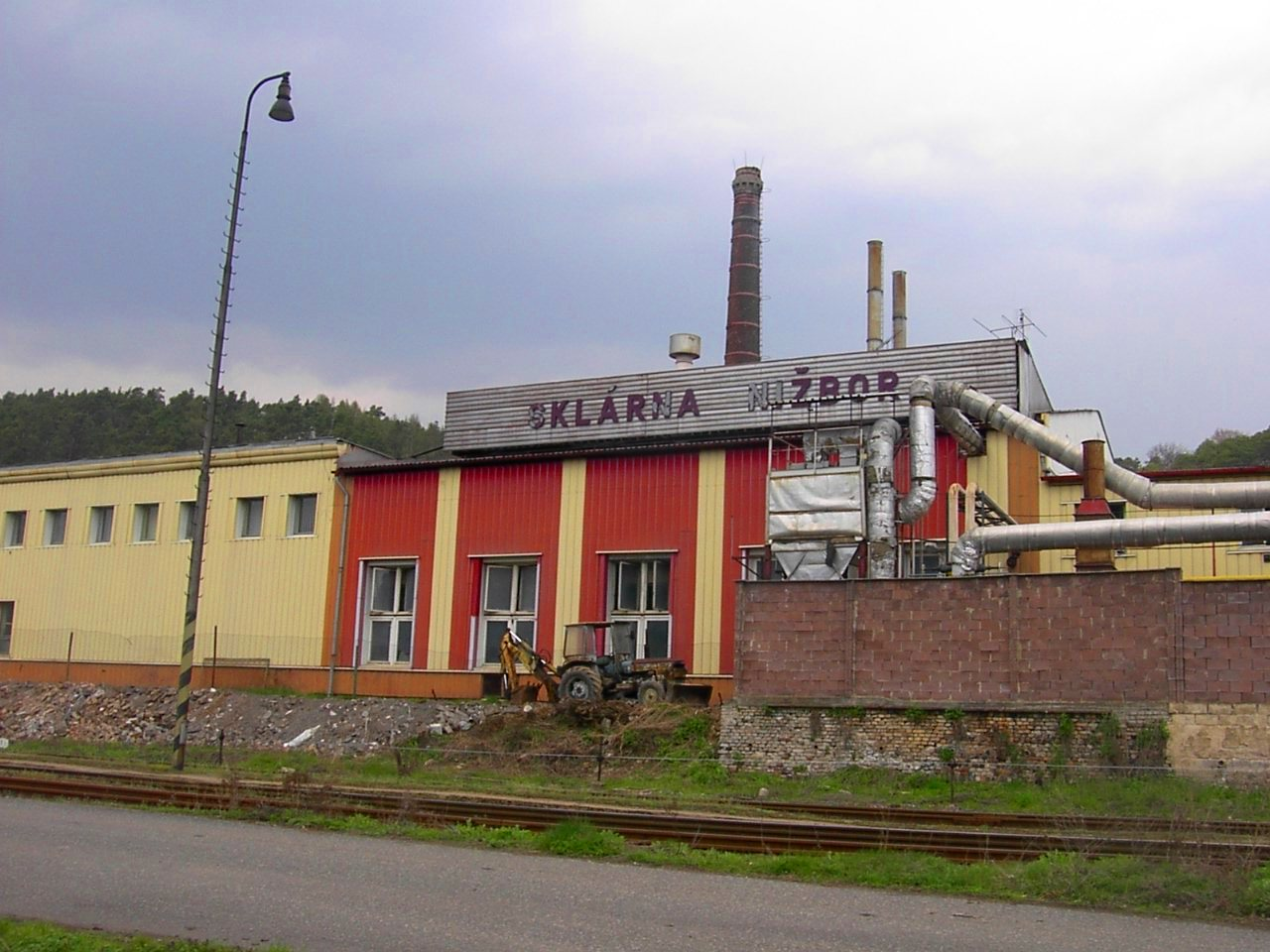
Buitenkant van de glasfabriek van Nižbor

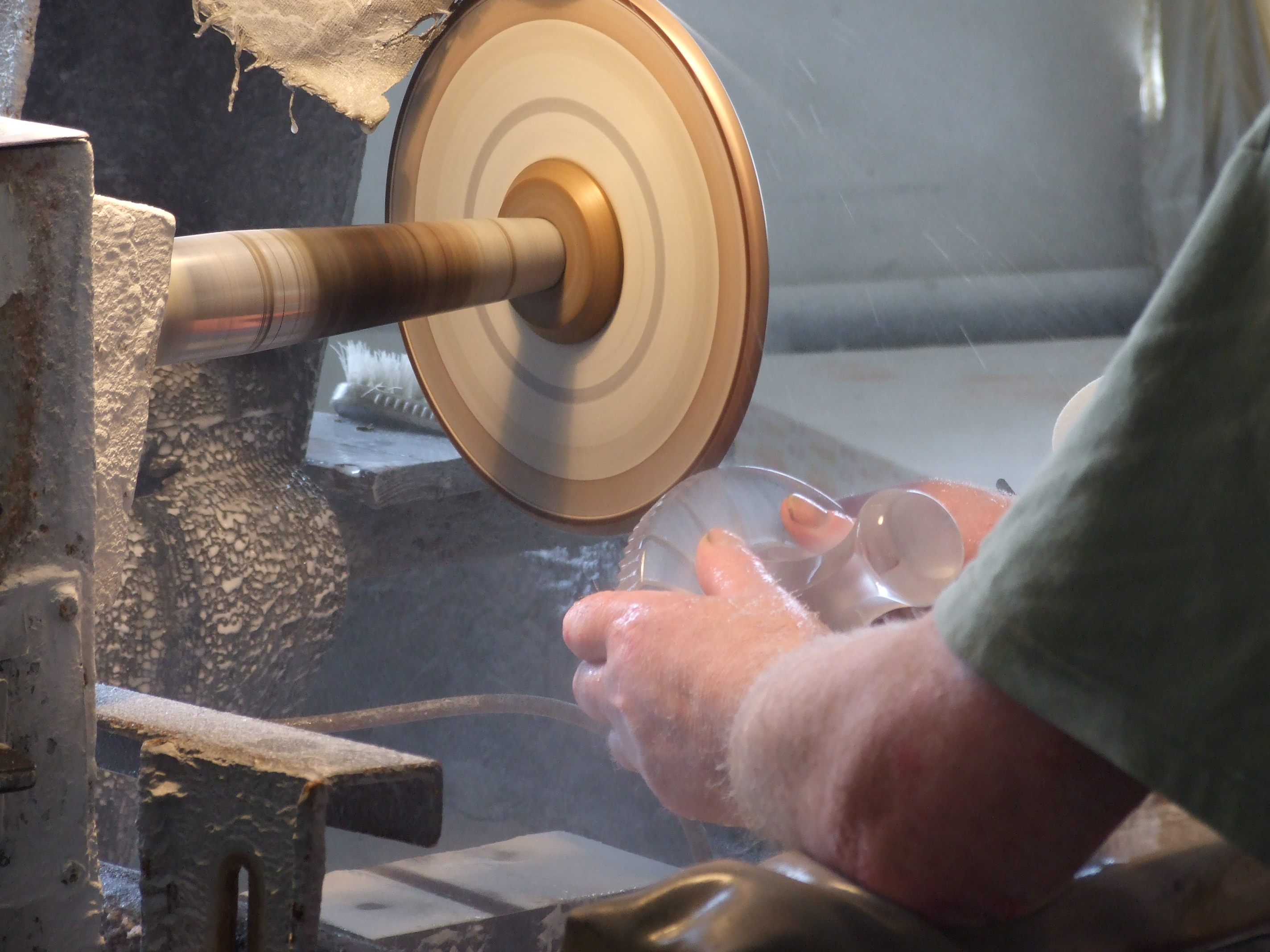
Het slijpen van glas

RÜCKL CRYSTAL a.s., is een Boheemse glasfabriek in Nižbor ongeveer 7 km ten westen van Beroun in Tsjechië. De fabriek maakt Boheems kristal met 24% lood.
Ze werd opgericht in 1903 door Antonín Rückl, een lid uit een familie van glasblazers. Na de Tweede Wereldoorlog, in 1945, werd de fabriek door de communisten genationaliseerd. In 1965 werd ze onderdeel van de holding Sklárny Bohemia (=Boheemse glaswerken). Na de fluwelen revolutie in 1989 kwam de fabriek in handen van de achterkleinzoon van de oprichter en was ze dan ook weer terug in handen van de familie Rückl. Tegenwoordig maakt de glasfabriek voornamelijk Boheems kristal. Delen ervan zijn open voor het grote publiek, waar gidsen hen de productiewijze van kristal laten zien.